# Joseph de Lacoste de Belcastel
Báró Joseph Antoine de Lacoste de Belcastel (Toulouse, 1860. október 1. – Belcastel (Tarn), 1942. november 12.) francia politikus.

## Nemesi család
A Lacoste de Belcastel család Foix környékéről származik és az 1600-as évek végéi ott is tartózkodott. Az egyik ág a Tarn megyei Lavaurban telepedett le, ahol megkapták a szomszédos Belcastel báróságot. Egyházi személyek, katonák, bírók és képviselőházi tagok kerültek ki közülük.

## Élete
A kis Joseph 1860. október 1-jén született Paul de Lacoste de Belcastel báró (1818-1892) és Henriette de Touchebœuf fiaként. Nagybátyja Gabriel de Lacoste de Belcastel volt. A jezsuitáknál folytatta tanulmányait, majd lovassági tiszt lett.
1891-ben feleségül vette a szintén nemesi származású Marie Jaeanne de Saint-Joseph kisasszonyt.
1896 és 1941 között Belcastel polgármestere, 1904 és 1910 között Cuq-Toulza kanton tanácsának tagja, 1906 és 1910 között a franciaországi katolikusokat tömörítő Action libérale populaire párt tagjaként a Tarn megyei közgyűlés tagja, majd 1919 és 1924 között a Fédération républicaine jobboldali republikánus szövetség képviselője.
Érdemei elismeréseként 1900. november 8-án megkapta a Becsületrend lovagi keresztjét.